# Koeye Range
Koeye Range är ett berg i Kanada.   Det ligger i provinsen British Columbia, i den sydvästra delen av landet, 3 800 km väster om huvudstaden Ottawa. Toppen på Koeye Range är 701 meter över havet, eller 14 meter över den omgivande terrängen. Bredden vid basen är 0,11 km.
Terrängen runt Koeye Range är huvudsakligen kuperad. Trakten runt Koeye Range är nära nog obefolkad, med mindre än två invånare per kvadratkilometer.. Det finns inga samhällen i närheten. 
I omgivningarna runt Koeye Range växer i huvudsak barrskog.